# Base navale de Sangley Point
Naval Station Sangley Point
La Base navale de Sangley Point (en anglais : Naval Station Sangley Point (NAS Sangley Point ou NAVSTA Sangley Point) était une installation de communication et hospitalière de l'US Navy qui occupait la partie nord de la péninsule de Cavite et est entourée par la baie de Manille, à environ 13 km au sud-ouest de Manille, aux Philippines.

## Description

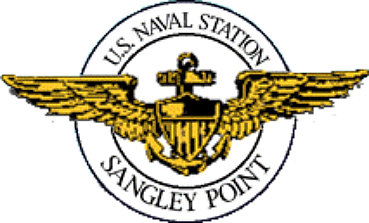
Emblème du NAS Sangley Point

La station faisait partie de la Base navale de Cavite au bout de la péninsule. La station navale avait une piste qui a été construite après la Seconde Guerre mondiale, qui a été utilisée par les avions de patrouille maritime et de guerre anti-sous-marine de la marine américaine Lockheed P-2 Neptune, Lockheed P-3 Orion et Martin P4M Mercator. Une piste d'hydravion adjacente, une rampe et des postes d'amarrage pour hydravions ont également soutenu les avions de patrouille maritime Martin P5M Marlin jusqu'à la retraite de ce type du service naval actif à la fin des années 1960. La base a également été largement utilisé pendant la guerre du Vietnam, principalement pour les escadrons de patrouille de la marine américaine déployés à l'avant depuis les États-Unis sur des rotations de six mois. 
La station navale a été remise au gouvernement philippin en 1971. Elle est maintenant exploitée par la Force aérienne philippine et la Marine philippine.

## Sangley Point de nos jours

### Base aérienne de Danilo Atienza , armée de l'air philippine
- Danilo Atienza Air Base (en)

La base aérienne a été rebaptisée Major Danilo Atienza Air Base en l'honneur des actions du major Atienza lors de la tentative de coup d'État de 1989 au cours de laquelle il a détruit plusieurs T-28 Trojan appartenant aux rebelles. Mais il a été tué lorsque son F-5A Freedom Fighter s'est écrasé lors de sa manœuvre d'attaque.

### Base navale Heracleo Alano (base navale de Cavite), marine philippine
- Naval Base Cavite (en)

### Aéroport de Sangley Point
Le ministère des Transports avait choisi Sangley Point à Cavite City comme emplacement d'un nouvel aéroport international desservant Manille en 2014. En février 2020, l'aéroport de Sangley Point a été ouvert aux petits avions commerciaux et a commencé à accueillir des vols intérieurs réguliers de passagers et de fret.